# Апостольский нунций в Бельгии
Апостольский нунций в Королевстве Бельгия — дипломатический представитель Святого Престола в Бельгии. Данный дипломатический пост занимает церковно-дипломатический представитель Ватикана в ранге посла. Как правило, в Бельгии апостольский нунций является дуайеном дипломатического корпуса, так как Бельгия католическая страна. Апостольская нунциатура в Бельгии была учреждена на постоянной основе в 1835 году, при королевском дворе в Брюсселе. Её штаб-квартира находится в Брюсселе.
В настоящее время Апостольским нунцием в Бельгии является архиепископ Франко Коппола, назначенный Папой Франциском с 15 ноября 2021 года.

## История
Апостольской нунциатуре в Бельгии предшествовала апостольская нунциатура во Фландрии. Последняя была учреждена в 1593 году, во время понтификата Папы Климента VIII. Назначение апостольских нунциев было позднее прекращено в 1634 году из-за дипломатического кризиса, который произошёл, когда апостольским нунцием был Фабио де Лагонисса, а его преемник, Лелио Фальконьери, не смог завладеть нунциатурой, и что с тех пор, туда не направлялись интернунции до 1725 года когда Мария Елизавета Австрийская наследовала Евгению Савойскому, в качестве наместницы австрийских Нидерландов.
17 июля 1834 года Папой Григорием XVI была учреждена Апостольская интернунциатура в Бельгии, возведенная в ранг апостольской нунциатуры 23 ноября 1841 года. 1835 год является датой начала официальных дипломатических отношений между Святым Престолом и правительством Бельгии.

## Апостольские нунции в Бельгии

### Апостольские делегаты во Фландрии
- Джамбаттиста Кастанья (1 февраля 1578 — 1 февраля 1579)

### Апостольские нунции во Фландрии
- Оттавио Мирто Франджипани — (20 апреля 1596 — 12 июня 1606);
- Дечо Карафа — (12 июня 1606 — 12 мая 1607);
- Гвидо Бентивольо — (1 июня 1607 — 24 октября 1615);
- Асканио Джезуальдо — (24 октября 1615 — 27 июня 1617);
- Лючо Морра — (27 июня 1617 — 26 января 1619);
- Лучо Сансеверино — (1 июня 1619 — 1621);
- Джанфранческо ди Гвиди Баньо — (1 мая 1621 — 1627);
- Фабио де Лагонисса — (13 марта 1627 — 28 января 1634);
- Лельо Фальконьери — (4 августа 1635 — 1637 — вернулся в Рим, потому что не признаётся в качестве апостольского нунция).

### Апостольские интернунции во Фландрии
- Рихард Паули-Стравиус — (1634 — 1642);
- Антонио Бики — (1 мая 1642 — 1 июня 1652);
- Андреа Манджелли — (1652 — 1655);
- Джироламо Ди Веккьи — (1656 — 1665);
- Джакомо Роспильози — (14 июня 1665 — 12 июля 1667);
- Себастьяно Антонио Танара — (29 июня 1675 — 18 июля 1687 — интернунций);
- Джанантонио Давиа — (2 мая 1687 — 21 июня 1690);
- Джулио Пьяцца — (21 июня 1690 — 1 февраля 1696);
- Филипп Орацио Спада — (1 февраля 1696 — 15 сентября 1698 — интернунций);
- Джованни Баттиста Бусси — (15 сентября 1698 — 1 мая 1705 — интернунций);
- Джироламо Гримальди — (1 мая 1705 — 20 декабря 1712 — интернунций);
- Винченцо Сантини — (10 октября 1713 — 28 мая 1721 — интернунций);
- Джузеппе Спинелли — (1721 — 1731, а затем интернунций и нунций с 1725 года);
  - Винченцо Монтальто — (16 июня 1731 — середина февраля 1732 — администратор нунциатуры);
- Сильвио Валенти Гонзага — (29 февраля 1732 — 28 января 1736 — назначен апостольским нунцием в Испании);
- Лука Мелькиоре Темпи — (19 ноября 1736 — 22 января 1744 — назначен апостольским нунцием в Португалии);
- Иньяцо Микеле Кривелли — (26 марта 1744 — 17 декабря 1753 — назначен апостольским нунцием в Австрии);
- Джованни Карло Молинари (1754 — 1763);
- Томмазо Мария Гилини — (30 июля 1763 — 20 сентября 1775);
- Иньяцио Буска — (17 сентября 1775 — 1 марта 1785 — назначен губернатором Рим);
- Антонио Феличе Дзондадари — (3 января 1786 — 1787 — изгнан по приказу Иосифа II);
- Чезаре Бранкадоро — (28 августа 1792 — 1797).

Разрыв дипломатических связей во время французской оккупации до 1828 года:
- Франческо Капаччини — (май 1828 — 17 декабря 1831);
- Антонио Бенедетто Антонуччи — (17 декабря 1831 — 25 января 1835).

### Апостольские интернунции и нунции в Бельгии
- Паскуале Джицци — (25 января 1835 — 21 ноября 1837 — назначен апостольским делегатом в Анконе);
- Раффаэле Форнари — (4 декабря 1838 — 14 января 1843 — назначен апостольским нунцием во Франции);
- Винченцо Джоаккино Раффаэле Луиджи Печчи — (28 января 1843 — 19 января 1846 — назначен архиепископом Перуджи);
- Алессандро Асинарис ди Сан Марцано — (26 апреля 1846 — 19 октября 1848);
- Инноченцо Феррьери — (15 ноября 1848 — 30 сентября 1850 — назначен апостольским нунцием в королевство Обеих Сицилий);
- Маттео Эустакио Гонелла — (13 июня 1850 — 1 октября 1861 — назначен апостольским нунцием в Баварии);
- Мечислав Халька Ледуховский — (1 октября 1861 — 8 января 1866 — назначен архиепископом Гнезно и Познани);
- Луиджи Орелья ди Санто Стефано — (15 мая 1866 — 29 мая 1868 — назначен апостольским нунцием Португалии);
- Джакомо Каттани — (24 июля 1868 — 27 апреля 1875 — назначен секретарём Священной Конгрегации Собора);
- Серафино Ваннутелли — (10 сентября 1875 — 18 ноября 1880 — назначен апостольским нунцием в Австро-Венгрии);
  - Разрыв дипломатических отношений (28 июня 1880 — 17 октября 1884);
- Доменико Феррата — (14 апреля 1885 — 20 апреля 1889 — назначен секретарём Священной Конгрегации чрезвычайных церковных дел);
- Джузеппе Франчика-Нава ди Бонтифе — (4 мая 1889 — 25 июля 1896 — назначен архиепископом Катании);
  - Бенедетто Лоренцелли — (30 мая 1893 — 1 октября 1896 — назначен апостольским нунцием в Баварии);
- Аристиде Ринальдини — (14 августа 1896 — 7 ноября 1899 — назначен апостольским нунцием в Испании);
- Дженнаро Гранито Пиньятелли ди Бельмонте — (7 ноября 1899 — 14 января 1904 — назначен апостольским нунцием в Австро-Венгрии);
- Антонио Вико — (4 февраля 1904 — 21 октября 1907 — назначен апостольским нунцием в Испании);
- Джованни Таччи Порчелли — (31 декабря 1907 — 29 апреля 1911 — назначен апостольским интернунцием в Нидерландах);
- Акилле Локателли — (8 июля 1916 — 13 июля 1918 — назначен апостольским нунцием в Португалии);
- Себастьяно Никотра — (1 октября 1918 — 30 мая 1923 — назначен апостольским нунцием Португалии);
- Клементе Микара — (30 мая 1923 — 18 февраля 1946 — возведён в кардиналы-священники);
- Фернандо Ченто — (9 марта 1946 — 26 октября 1953 — назначен апостольским нунцием в Португалии);
- Ефрем Форни — (9 ноября 1953 — 19 марта 1962 — возведён в кардиналы-священники);
- Сильвио Анджело Пио Одди — (17 мая 1962 — 19 апреля 1969 — возведён в кардиналы-священники);
- Иджино Эудженио Кардинале — (19 апреля 1969 — 24 марта 1983);
- Анджело Педрони — (6 июля 1983 — 13 июня 1989);
- Джованни Моретти — (15 июля 1989 — 3 марта 1999);
- Пьер Луиджи Челата — (3 марта 1999 — 14 ноября 2002 — назначен секретарём Папского Совета по межрелигиозному диалогу);
- Карл Йозеф Раубер — (22 февраля 2003 — 18 июня 2009, в отставке);
- Джачинто Берлоко — (18 июня 2009 — 12 октября 2016, в отставке);
- Августин Касуйя — (12 октября 2016 — 31 августа 2021, в отставке);
- Франко Коппола — (15 ноября 2021 — по настоящее время).